# Stuart Stickney
Stuart Grosvenor "Stu" Stickney (9 de março de 1877 — 24 de setembro de 1932) foi um golfista norte-americano que competiu nos Jogos Olímpicos de Verão de 1904.
Em 1904, Stickney fez parte da equipe norte-americana que ganhou a medalha de prata. Ele terminou em décimo quinto nesta competição.
Na competição individual, ele terminou em primeiro na qualificação e foi eliminado na segunda rodada do jogo por buraco.
Irmão do também golfista olímpico Art Stickney.